# Bloudan
Bloudan (en arabe : بلودان) est un village syrien situé à 51 kilomètres au nord-ouest de Damas, dans le gouvernorat du Rif Dimashq ; il a une altitude d'environ 1500 mètres. Lors du recensement de 2004 du Bureau central des statistiques, elle comptait 3 101 habitants .  La majorité des habitants sont des chrétiens orthodoxes grecs et une minorité importante sont des musulmans sunnites et des protestants. 
Bloudan est situé au sommet d'une colline qui surplombe la plaine d'Al-Zabadani et est entouré de forêts de montagne. Sa température modérée et sa faible humidité en été attirent de nombreux visiteurs de Damas et de toute la Syrie ; en tant que destination touristique majeure, elle est visitée par des milliers de personnes chaque année, principalement des Arabes du Liban et des États arabes du golfe Persique. En hiver, Bloudan est généralement enneigé et attire de nombreux skieurs. Elle compte de nombreux restaurants et hôtels, dont le plus célèbre est le Great Bloudan Hotel qui a accueilli la première conférence panarabe de Bloudan pour discuter de la question palestinienne en 1937. Bloudan est également célèbre pour ses nombreux parcs et sources, tels que les sources Abuzad, Qas'a et Hazir.

## Climat
Bloudan a un climat méditerranéen d'été relativement frais avec une moyenne annuelle inférieure à 11 degrés Celsius et des précipitations annuelles abondantes (dont de la neige) en moyenne 690 mm. Êtant environ 1 000 mètres plus haut que le centre-ville de Damas signifie que Bloudan et d'autres communes dans ses environs sont recherchées par ceux qui veulent échapper au climat aride et chaud de la capitale. Les étés à Bloudan sont longs, secs et frais tandis que la saison hivernale dure trois mois avec de fortes pluies et de la neige.
| Mois | jan. | fév. | mars | avril | mai | juin | jui. | août | sep. | oct. | nov. | déc. |
| ---- | ---- | ---- | ---- | ----- | --- | ---- | ---- | ---- | ---- | ---- | ---- | ---- |

## Étymologie
Le nom actuel, Bloudan, est dérivé du nom araméen Bil-dan, qui signifie le lieu du dieu Bil ou Ba'al. Bloudan est aussi appelé le pays de l'amandier, car ses forêts sont dominées par les amandiers.

## Histoire

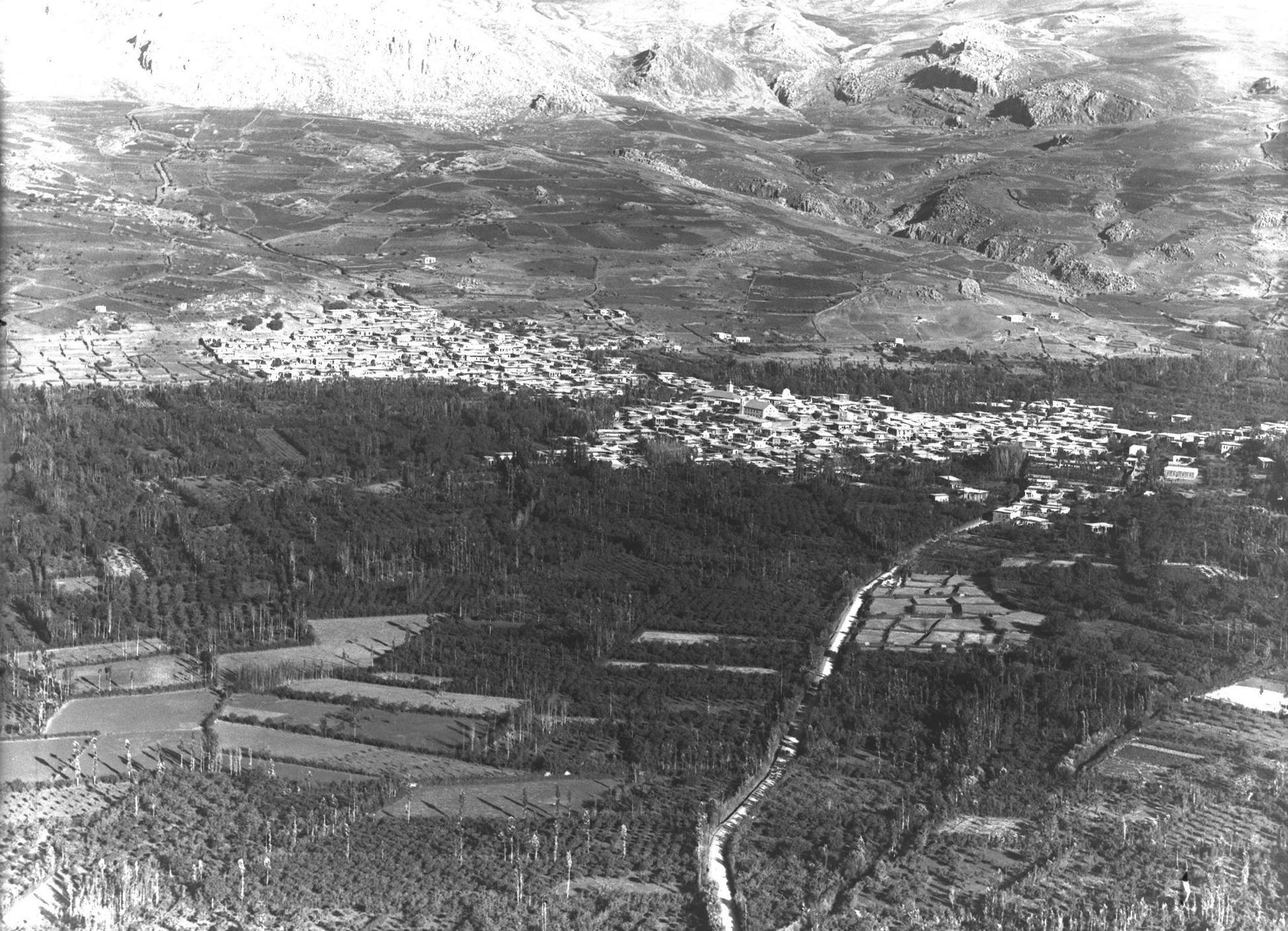
Vue aérienne de Bloudan et d'Al-Zabadani en 1933.

Bloudan est un village très ancien dont l'histoire remonte à l'époque romaine, comme en témoignent les peintures et les gravures trouvées dans le sud de Bloudan. Les vestiges d'un ancien monastère grec orthodoxe et de l'église Saint-Georges se trouvent également dans les montagnes de l'est de Bloudan. La vallée historique de Saint Elias est une partie ancienne du village, avec des bâtiments centenaires.
En 1858, la population était notée comme étant grecque orthodoxe, protestante et musulmane. 
Le village a accueilli la Conférence de Bloudan.
Le Bloudan moderne, construit en béton enduit, a largement remplacé le village grec orthodoxe construit aux XVIIIe et XIXe siècles et continue de croître aujourd'hui. 